# 細川氏
細川氏（ほそかわし）は、武家・華族だった日本の氏族。清和源氏足利氏の支流。南北朝時代に足利尊氏のもとで勢力を伸ばし、室町幕府において政権中枢の管領家・有力守護大名となった嫡流は、足利将軍家を傀儡化するまでの勢力となったが、内紛により戦国時代に没落。一方、佐々木源氏をルーツに持つ細川藤孝（幽斎）を祖とする傍流が、織田氏・豊臣氏・徳川氏に仕えて大大名に出世し、江戸時代には肥後熊本藩54万石の藩主家となり、明治維新後には華族の侯爵家に列した。

## 概要

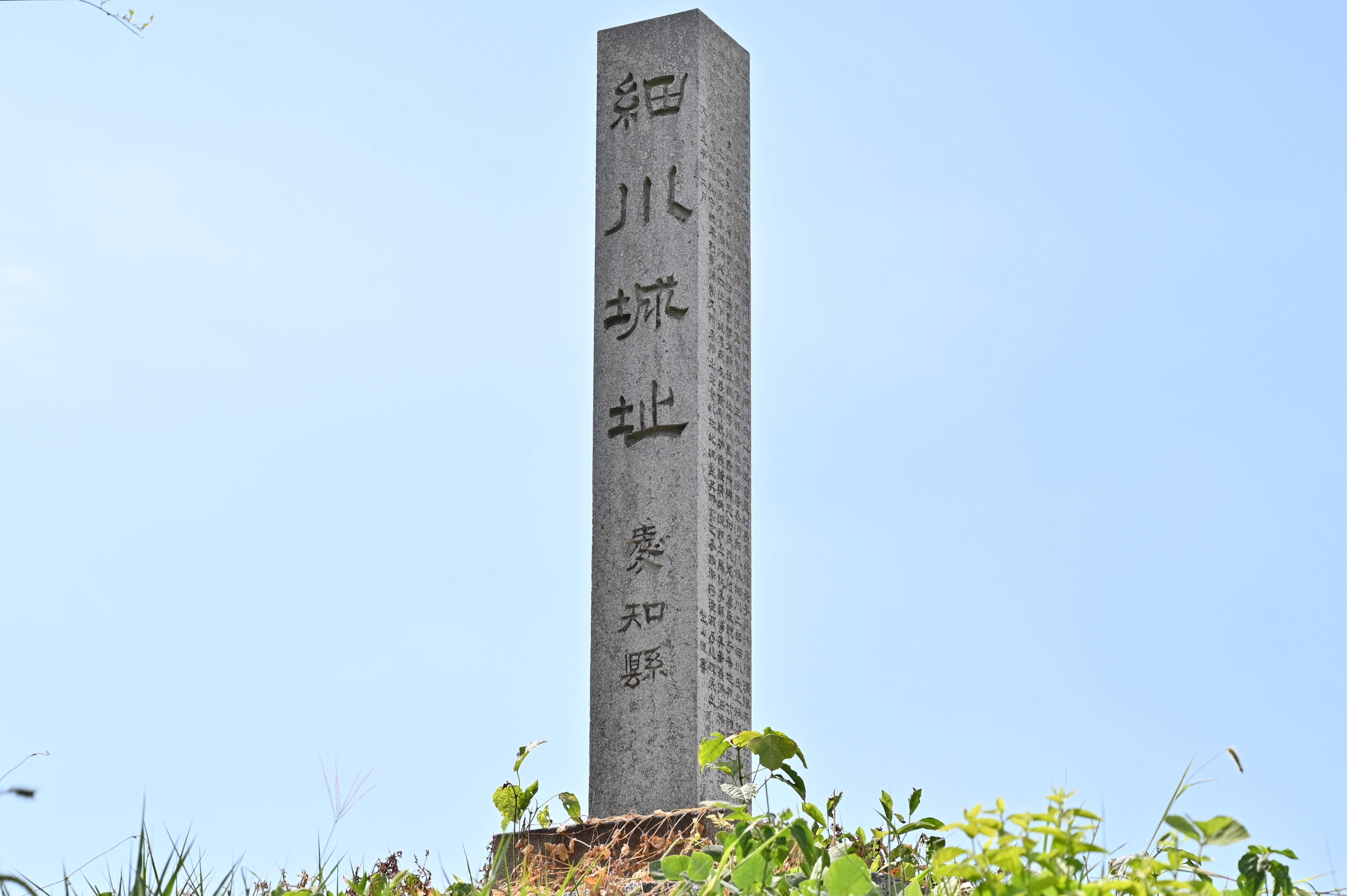
細川氏発祥地にある細川城址（愛知県岡崎市細川町）

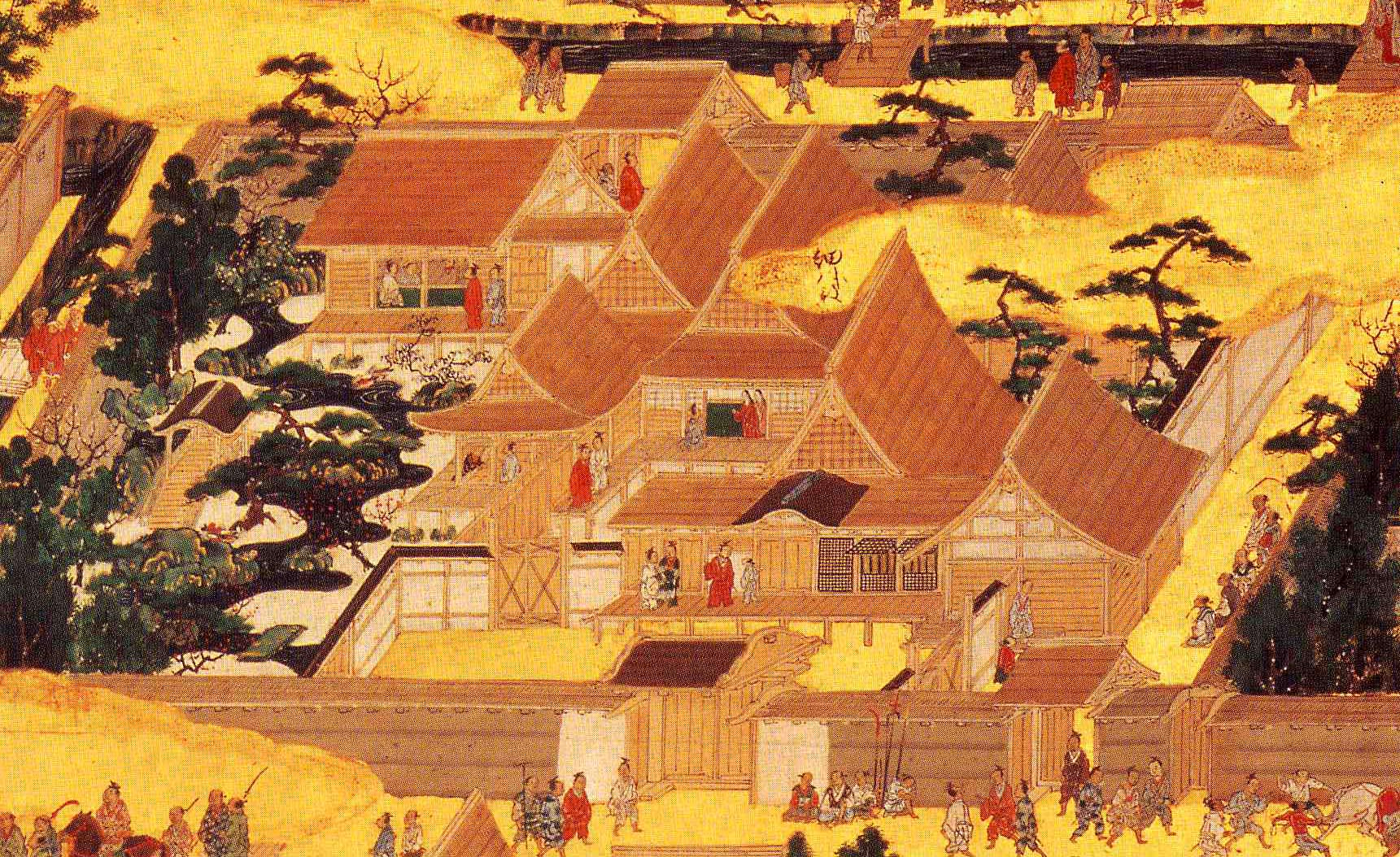
洛中洛外図屏風「細川殿」

鎌倉時代中期に足利義康の曽孫である義季が三河国額田郡細川郷（現在の愛知県岡崎市細川町周辺）を本領としてこれを名字としたのに始まる。
南北朝時代、細川氏は足利尊氏に従い北朝・室町幕府方として活躍し、畿内・四国を中心に一門で8か国の守護職を占める有力守護大名となる。細川頼之は管領として3代将軍足利義満をよく補佐し、以後その嫡流である京兆家は、代々管領に任ぜられ、斯波氏・畠山氏とともに三管領（三管四職）の1つに数えられた。応仁の乱では細川勝元が東軍の総帥となる。
戦国時代初期、勝元の子、細川政元は将軍足利義材を廃して実権を掌握し（明応の政変）、細川氏の全盛期を築いたが、養子の細川澄之を擁する家臣たちに暗殺された。さらに澄之も滅ぼされ、残る養子の細川高国と細川澄元の2派に分かれ、被官や畿内近国の諸勢力が結びついて20年余りも争った（両細川の乱）。この争乱の過程で澄元の実家阿波守護家の守護代であった三好氏が畿内に進出し、主家を凌ぐ勢力になってゆく。最終的には澄元の嫡男・細川晴元が京兆家家督となるが、三好長慶との抗争によって分国を失い没落していった。
13代将軍足利義輝が三好義継らによって殺害されると（永禄の変）、織田信長がその弟の足利義昭を擁立し、畿内から三好氏の勢力を一掃するが、晴元の子細川昭元は信長に属してその妹婿となり丹波国において二郡を所領として与えられた。
傍流の細川藤孝（幽斎）は義昭の側近としてその将軍職就任に尽力した。しかし義昭と信長の対立以降は長男の忠興（三斎）とともに信長に従い、名字を長岡と改めて明智光秀の組下として活躍、丹後一国を領した。本能寺の変では光秀に味方せず、羽柴（豊臣）秀吉に服した。秀吉の死後、徳川家康に属した忠興は関ヶ原の戦いの功により豊前国小倉藩39万9千石を領し、名字を細川に復した。その子・忠利の代に肥後国熊本藩54万石の藩主となり、明治維新後護久の代に華族の侯爵家に列する。子孫の細川護熙は熊本県知事・内閣総理大臣を務めた。

## 中世
細川氏の祖は、足利氏の祖・足利義康の庶長子である矢田義清である。平安時代末期、義清は木曾義仲に属し、都から追い落とした平家軍との戦である水島の戦いでその弟義長とともに戦死している。
鎌倉時代に、足利本家の義氏が三河守護となると、義清の孫義季は兄の仁木実国、弟の戸賀崎（戸崎）義宗らとともに三河国へ進出し、細川郷を領して細川次郎と名乗った。しかし足利家同門でも家格が高く本家からの独立性が強かった斯波氏や畠山氏とは異なり、この時代の細川氏はさほど有力な御家人ではなく、その活動の記録はほとんど残されていない。矢田義清が壮年で戦死した際、残された遺児は幼かったと考えられ、有力な縁戚関係もなく足利義兼ら一族の庇護を受けたようだが、その結果、陪臣・家臣という地位にまで下がったのが原因のようである。そのために平安末期～鎌倉初頭までは知行地もほとんどなく勢力が全くなかったと考えられる。三河に移ってから庶流も分出し、漸く勢力を養う事ができたようである。鎌倉期の庶流の中には一族から離れて同族の他氏に仕えた者もおり、後に細川氏の宿敵的存在になる同族の斯波氏の重臣である鹿草氏（完草氏）は史料から細川氏の庶流であることは判明しているが、どの流に属していたのかは不明になっている。
鎌倉時代末期から南北朝時代にかけて、細川和氏・頼春兄弟やその従兄弟の顕氏・定禅らが足利尊氏に従う。元弘3年 / 正慶2年（1333年）に、尊氏が倒幕の兵を挙げると、和氏は上杉重能とともに後醍醐天皇に帰順を願う使者の役割を果たし、京都の六波羅探題攻撃にも加わった。さらに新田義貞に奉じられて鎌倉を陥落させた尊氏の嫡子・千寿王（後の室町2代将軍・足利義詮）を補佐するために下向し、義貞に対抗して鎌倉を足利氏に掌握させる。和氏と顕氏は、尊氏の命により四国に渡り、阿波国、讃岐国を中心に南朝方との争いを勝ち抜き、在地豪族の被官化を押し進めた。この時代に、細川氏は有力な守護大名へと成長する。
和氏の嫡子である細川清氏は、当初将軍義詮の執事職（後の管領）として幕政の実権を握ったが、佐々木道誉の讒言により失脚した（康安の政変）。その後南朝方に属したが、一族の細川頼之に追討されて滅び、また顕氏の子・細川繁氏も急死したため、頼春の嫡子である頼之が細川氏で随一の実力者となる。代々幕府の管領に任ぜられることになる細川氏本家の京兆家は、子がなかった頼之の弟でその養子となり跡を継いだ細川頼元の後裔を指し（頼元の血筋自体は政元までで途絶える）、その他の有力な庶家・分家も、多くは頼之の時代に派生している。
室町時代の細川氏は、京兆家を中心とした同族連合体とも言うべき集団を形成することで、一族内訌の危険を減らし、これにより有力守護の勢力を削ごうとする将軍の干渉を排し、管領・有力守護の地位を保ち続けたのである。

### 京兆家

松笠菱（細川向かい松）
細川京兆家が使用していた家紋。

細川京兆家（ほそかわけいちょうけ）は細川氏の宗家・嫡流であり、摂津・丹波・讃岐・土佐などの守護職を世襲したと同時に、代々室町幕府の管領職に任命を受けたため、管領細川家（または細川管領家）ともいう。「京兆」とは右京大夫の唐名「京兆尹」のことであり、当主が代々右京大夫の官位に任ぜられたことに由来する。またこの官位から細川右京兆とも呼称される。前述の通り、本来細川氏嫡流で権勢を誇っていた細川清氏の失脚・滅亡後、清氏を討伐し管領として幕府と細川氏隆盛の礎を築いた細川頼之（清氏の従弟）に始まり、清氏の系統に代わって頼之の系統が細川氏の本家・嫡流となった。
歴代当主の通字として、頼之の跡を継いだ弟の細川頼元に因む「元」（もと）、一部の人物は頼之に因む「之」（ゆき）の字を使用している。
頼之は中国管領、四国管領を歴任し、讃岐・阿波・土佐など四国の分国化を進めた。中央では管領となって執政し、幼少の将軍足利義満を補佐して幕政を統轄した。頼之は義満からの信任は厚かったものの、天授5年 / 康暦元年（1379年）の康暦の政変で一旦失脚する。しかし、領国の四国に渡り阿波を中心とする分国支配を堅持することにより敵対勢力を退け、やがて中央政界に復帰した。
頼之自身は僧籍を理由に、実弟で養子（頼之に実子はいなかった）の頼元を京都の周囲を固める丹波・摂津の守護に推し、さらに管領にも推した。京兆家は同じく足利一門の斯波・畠山両氏とともに将軍を補佐する三管領（三管四職）、また室町幕府宿老として重きを成していく。
室町時代中後期、畠山持国との権力闘争に勝利した細川勝元は、3度にわたり計23年間も管領職を歴任し、実力者の山名宗全（持豊）と手を結び畠山氏を弱体化させた。しかし将軍家や畠山家の家督相続問題などで畠山義就を後押しする宗全と畠山政長を後援する勝元は対立、東軍の総帥として足利義視を推戴して、宗全率いる西軍との間で11年に及ぶ応仁の乱を引き起こし、その途中に病没する。
戦国時代前期の畿内は、将軍と京兆家を中心とした争乱が続く。勝元の子・政元は、明応の政変で10代将軍・足利義材（後に義尹、義稙と改名）を廃し、11代将軍・足利義澄を擁立して幕府の実権を掌握した。政敵の畠山政長も討ち、畠山・斯波両氏は没落し、京兆家が以後管領職を独占するようになり、細川政権（京兆専制）を打ち立て、畿内周辺にも侵攻し勢力を拡大して細川京兆家の全盛期を築く。しかし政元は修験道に心酔して女性を寄せ付けなかったため実子がなく（弟もいなかった）、澄之・澄元・高国の3人を養子に迎えたため（高国は後付けで政元存命時の養子は澄之澄元2人だったともされる。また、高国が実家の野州家を相続したために養子縁組が解消されたとする説 もある）、家督争いが生じ、政元は澄元を後継に据えようと考えたものの、永正4年（1507年）、不満を持った澄之派の配下に暗殺される。政元の死をもって頼元以来続いた京兆家の嫡流の血筋は途絶えることとなった。
澄之が京兆家の家督を継ぐも、その後すぐに澄元と高国が結託して澄之を討ち、澄元が家督を継いで管領となる。しかし、政元暗殺を好機とみた前将軍・足利義尹（義稙）を擁する西国の大大名大内義興（周防守護）が上洛軍を起こし、澄元と不仲になった高国がこれと結びつき、翌永正5年（1508年）に高国は将軍義澄と澄元を京都から近江国（後には阿波国）へと追い落として義尹（将軍復帰）と義興（管領代に就任）を迎え入れ、家督を継ぎ管領となった。その後も高国派と澄元派に分裂し長期に渡って対立を続けることとなる（両細川の乱）。
約十年間在京しその軍事力で政権を支えていた義興は、高国と争っていた明貿易権益を得て永正15年（1518年）に周防に帰国した。その後も高国は、一時澄元（とその重臣の三好之長）側についたこともある将軍義稙と不仲になって見限り、新たに足利義晴（病死した義澄の子）を将軍に擁立するなど、管領として幕政を握り京周辺を支配下に置いていた。大永5年（1525年）、高国の隠居後に子の稙国が家督を継ぎ管領を継承したが、半年ほどで病死したため、翌年畠山義堯が管領となった。京兆家による管領の独占継承はここに一旦途切れたが、幕府の実権は京兆家家督を再承した高国が引き続き持った。
大永6年（1526年）、高国が家臣を謀殺したことをきっかけに高国への反乱が起こり、その動きに乗じて今度は病死した澄元の子の細川六郎（後の晴元、この時13歳）が、軍を実質的に仕切る家宰の三好元長（之長の孫あるいは子）とともに、将軍義晴を擁する高国に対し足利義維（義晴の兄弟）を立てて阿波国から畿内へ侵攻した。六郎は高国を追い落として堺幕府（堺公方）を樹立し、さらに享禄4年（1531年）には高国を滅ぼし（大物崩れ）、その大きな功労者であった三好元長が台頭するとこれも討ち、和睦した将軍義晴を擁して家督を継ぎ管領に就任、幕政と京都を握った。その後も、晴元は高国の弟の細川晴国や高国の養子の細川氏綱、宗教一揆の法華宗などとたびたび争っていたが、天文18年（1549年）、元長の子で実力者となっていた配下の三好長慶の下克上を受けて近江へと追われ、細川政権は崩壊した。
主君晴元と対立する氏綱側に寝返った長慶は名目上氏綱を推戴し、氏綱が京兆家の家督を継ぐが、氏綱は実権を握れず長慶の傀儡状態となり、三好政権へと取って代わられることとなった。晴元はその後も将軍・足利義輝を擁して長慶との争いを続けるがかなわず、永禄4年（1561年）に長慶と和睦し、その2年後に没した（翌年氏綱も没する）。晴元失脚後の京兆家はかつての権勢をすっかり失って衰退し、代わって京・畿内は織田信長が上洛するまで三好氏の勢力下となる。また、これにより政元暗殺以降長年続いた京兆家を二分する内訌も終結に向かうこととなった。
なお、戦国期の室町幕府研究の進展の中で明応の政変以降の京兆家の当主が代々管領を務めたとする話は軍記物に由来する創作に過ぎず、実際には重要な儀式の際にのみに在任していた（京兆家は軍事力で京都周辺を掌握していたため、却って幕府官職を必要とはしなかった）とする見方が有力説として浮上し、大永元年（1521年）に足利義晴の元服を終えた高国が管領を辞職してから室町幕府滅亡まで、管領職はずっと空席のままであったとされている（従って、この見方に立つと稙国・晴元・氏綱および畠山義堯が管領に就任した事実は否定される）。
家督を継いだ晴元の嫡子細川昭元は、足利義昭に仕えた。後に織田信長に仕え、昭元から信良と名を改め、信長の姉妹を正室として娶り義兄弟として織田家親族となった。昭元（信良より名を戻す）の嫡子元勝（頼範）は、豊臣秀頼の近臣として大坂城に在り、大坂の陣では豊臣方となった。大坂の陣での豊臣家滅亡後は讃岐国に隠棲し、後に妹の嫁ぎ先の秋田実季を頼って常陸国の宍戸藩に赴き、そこで客分として迎え入れられた。
元勝の嫡子義元の時に秋田氏の家臣に列し、子孫は陸奥国三春藩（宍戸から転封）の家老として仕えた。義元以降は、宣元（義元の子）、忠元（宣元の子）、孚元（三春藩家老・小野寺泰忠の子で忠元の養子）、昌元（三春藩主・秋田延季の七男で孚元の養子）と家督が継承されている。明治期の当主和元は小学校教員や巡査を務めた。
京兆家（細川宗家）歴代当主
太字は執事・管領となった人物（※便宜上、晴元・氏綱も含む）
1. 細川義季
2. 細川俊氏
3. 細川公頼
4. 細川和氏
5. 細川清氏
6. 細川頼之（細川頼春（和氏の弟）の子）
7. 細川頼元（頼之の弟）
8. 細川満元
9. 細川持元
10. 細川持之（持元の弟）
11. 細川勝元
12. 細川政元
13. 細川澄之（摂関家・九条政基の子）
14. 細川澄元（阿波守護家・細川義春の子）
15. 細川高国（野州家・細川政春の子）
16. 細川稙国（短期間で病死後に父高国が再継承）
17. 細川晴元（澄元の子）
18. 細川氏綱（細川尹賢（高国の従弟）の子）
19. 細川昭元（晴元の子）
20. 細川元勝

### 典厩家
細川氏（京兆家）の分家の一つ。細川満元の三男持賢を祖とする。当主が官途とした右馬頭・右馬助の唐名にちなんで典厩家と呼ばれる。基本的に守護として分国を有することはなく、初期には京兆家において内衆（重臣衆）を束ねる役割を果たしていたようだが、後に摂津国西成郡（中嶋郡）の分郡守護を務めた。
持賢は13歳で京兆家を継いだ勝元を補佐し、2代当主政国（野州家細川持春の子）も9歳で京兆家を継いだ政元の幼少時の後見役であった。3代政賢は永正の錯乱の際に細川澄元に与して細川高国と対立したが船岡山合戦で戦死した。その後は高国与党であった尹賢（野州家分家細川春倶の子）が継承した一方、澄元側も政賢の嫡男澄賢を擁立したが、澄賢は大永元年（1521年）に死去した。享禄4年（1531年）、高国が澄元の遺児細川晴元との抗争の末に滅亡し、それ以前に晴元側に寝返っていた尹賢も晴元と不和となって殺害された。
京兆家当主の座を奪った晴元に対し、細川氏綱（尹賢の子）は高国の後継者として天文7年（1538年）以降抗争を続けていたが、三好長慶が氏綱を擁立して晴元から離反し打倒した。氏綱は室町幕府最後の管領と言われるが、近年の研究では管領就任は史実ではないとされる一方で、三好政権に対して一定の立場・発言力を保持しており、単なる傀儡でもなく同盟者に近かったと指摘されている。
典厩家の当主は弟の藤賢が継承して将軍足利義輝・義昭に仕え、義昭が織田信長と敵対した際にもこれに従ったが、後に信長に降伏し近江国坂本城の守備を任された。信長滅亡後は豊臣秀吉に仕え、藤賢の子藤次は豊臣氏の後、細川忠興・細川忠利に仕えた。その子頼次は妹が対馬府中藩主宗義成の室となった縁で同藩の家老となる。藤次の弟元賢からは重賢・乗賢と続き、子孫は金沢藩士（加賀前田家家臣）として幕末に至った。

### 野州家
細川氏（京兆家）の分家の一つ。細川満元の弟満国を祖とする。持春、教春、政春、晴国と続いた。持春、教春が2代にわたって下野守を名乗ったことから野州家の名が定着したようである。また、細川政春が弟の春俱の家系が断絶した後に備中守護を継承すると、その官途名である安房守から、房州家とも呼ばれるようになった。備中国浅口郡と伊予国宇摩郡の分郡守護を務めた。野州家から京兆家には、教春の子の勝之が勝元のもとへ、政春の子の高国は政元のもとへと、2代にわたって猶子が続いている。また持春の子・政国が典厩家の持賢の養子に入り、典厩家第2代当主となるなど、京兆家との一体性が強い典厩家との間にも緊密な関係を保っていた。野州家は将軍近習としての性格を有した一方で、京兆家、典厩家とも密接な関係を保ち、結果として細川氏一門の幕政関与に貢献したと思われる。
政春の子・高国は、管領・細川政元の養子として京兆家に入り、その家督争いに躍り出ることになる（なお、高国は政元の存命中に1度は政春から野州家の家督を継いでいたが、政元没後の混乱で再び後継候補に浮上したとする説もある）。野州家庶流の通董（通頼・通重）は細川氏綱と協力し尼子氏に侵攻を受けた備中支配の回復を試みるが、中国地方に勢力を伸ばした毛利氏の客将となり、子孫は長府藩家老として幕末に至った（長府細川家）。
野州家歴代当主
1. 細川満国（細川頼元の子）
2. 細川持春
3. 細川教春
4. 細川政春
5. 細川晴国
6. 細川輝政
7. 細川通董
8. 細川政之
9. 細川元通

### 阿波守護家（讃州家）
阿波守護家は14世紀中頃、細川頼之の弟・詮春に始まり、代々の当主が阿波守護を代襲したことに由来する。また、讃岐守を称したことから讃州家ともいう。なお細川成之の頃から讃岐守護も兼任するようになり、阿波讃岐細川家とも称した。同時に阿波細川氏とも呼ばれる。
他の細川庶流家とは異なり、室町幕府の相伴衆を務める家柄で、当主は幕府の宿老会議にも度々列席するなど、京兆家に次ぐ細川家として高い家格を有していた。そのため京兆家を上屋形と呼ぶのに対し、阿波細川家は下屋形あるいは阿波屋形と尊称されている。数え方によって変わるが10代で終わる。
詮春から数えて4代目の持常は、6代将軍足利義教からの信任が厚く、永享12年（1440年）に戦死したとされる一色義貫に代わり三河守護職も兼任した。しかし一色義貫の死が義教の陰謀によるものであったため、持常とそれを継いだ成之が三河国に守護権を確立する際には、一色残党の激しい抵抗に遭い、多大な犠牲を払った。
義教の信任厚い持常は、嘉吉の乱で義教が暗殺された後、赤松満祐征伐のため播磨国に出兵するも、山名持豊（宗全）に一歩遅れる形となり、播磨守護職は山名氏のものとなる。播磨を巡る山名氏と阿波細川家の潜在的対立は、持常の後を継いだ成之の、赤松家の再興運動への助力という形になって現れる。これらのことは、当初は友好的な関係にあった山名氏と細川京兆家との関係悪化を招き、応仁の乱の遠因ともなった。
成之は、応仁の乱では東軍として京兆家を盛り立てたが、細川勝元の没後、政元の時代においては、権力集中を図る京兆家としばしば対立し、摂津守護代の薬師寺元一の反乱に関与するなどした。成之は孫の一人である澄元を、京兆家・細川政元の養子に送りこむことに成功するものの、それは畿内の争乱をさらに激化させることになり、政元暗殺とその後の「永正の錯乱」へと事態は進展するのである。
なお、成之の次子の細川之勝（後の細川義春）は備中守護の細川勝久の養子となっていたが、成之の嫡男の細川政之が早世したため、義春と改名し阿波守護家を継いだ。後に義春の子の細川之持が短期間であるが備中守護にも任じられている。
成之自身は長命であったが、子である政之（1488年没）と義春（1494年没）に先立たれ、さらに永正8年（1511年）の成之の死の翌年には孫の之持が夭折するなど、短命な当主が続く。若年の当主が続く成之以降の阿波細川家においては、家宰の三好氏が台頭することになる。
京兆家の細川政元の養子となった澄元を擁した三好之長は、畿内において細川高国と抗争を続けたが敗れ、澄元もまた京兆家として主導権を取り戻せぬまま夭折する。
之持の跡を継承した細川氏之（持隆）は三好元長の補佐の元で成長すると、細川晴元や元長と協調し足利義維を擁立し、堺公方とするなど京都の幕府と対立を続けた。
堺幕府の解体後は、義維を阿波に迎え、平島公方としている。江口の戦いで晴元が没落し、三好長慶が将軍足利義輝をも追放して畿内の実権を握ると、義維の将軍擁立を主張したが、義輝との全面対立を望まない長慶の弟の三好之虎と対立し、天文22年（1553年）、之虎により暗殺されることになった。
なお、之持から氏之にかけての阿波守護家の動向には不明な点が多く、異説として之持は天文年間初頭まで健在であったとする若松和三郎の説 や氏之は之持の子ではなく澄元の子（晴元の弟）とする馬部隆弘の説 が出されている。
氏之の子・細川真之は、実休とその子の三好長治の元での傀儡でしかなかった。長治が悪政により阿波を混乱させると、真之は新たに台頭しつつあった土佐の長宗我部元親と手を結び復権を図り、長治を滅ぼしたが、天正10年（1582年）に長治の弟である十河存保（異説によれば、長宗我部元親）の攻勢を受け自刃し、阿波守護家は滅亡した。
阿波守護家歴代当主
1. 細川頼春（※阿波守護家の祖）
2. 細川頼之（※後に京兆家を継承する）
3. 細川詮春（細川頼之の弟※実質的な阿波守護家の初代）
4. 細川義之（※阿波守護家としての初代）
5. 細川満久（細川満之の子）
6. 細川持常
7. 細川成之（細川教祐の子、阿波讃岐家としての初代）
8. 細川政之
9. 細川義春（細川政之の弟）
10. 細川之持
11. 細川氏之（持隆）
12. 細川真之

### 和泉守護家
和泉国では細川氏の庶流二家が守護職を世襲した。両守護家の祖は細川頼長（頼之の甥）と細川基之（頼之の猶子）で、前者を上守護家、後者を下守護家と呼んだらしい。
半国ずつを分掌する半国守護制ではなく一国を共同で管掌する守護二人制だった。その理由としては、和泉国は狭小であるものの畿内の外港・商業都市として南北朝期に発展した堺を抱える重要地域であることから権力を分散させるためとも考えられる。ただし、頼長と基之は和泉守護となる以前から備後・土佐においても守護職に併任されており、別に何らかの理由が存在し、その前例を踏襲した可能性も考えられる。

#### 和泉上守護家（細川刑部家）
細川頼之の弟・頼有の子孫が14世紀中頃から和泉守護を代々務めた。頼有のあとは、頼長、持有、教春、常有（教春の弟）、政有、元有と世襲した。
明応4年（1495年）、細川元有は下守護家や紀伊守護畠山尚順と同盟して管領細川政元と敵対した。和泉両守護家は政元に大敗し恭順したが、そのために畠山尚順に攻め込まれ、明応9年（1500年）に元有は戦死、その子・細川元常が跡を継いだ。元有以降の当主は京兆家と同じ「元」を通字とし、代々「五郎」を仮名とした。
細川元常は、永正8年（1511年）の船岡山合戦で阿波細川家の細川澄元に味方したが、細川高国に敗れ阿波に逃れた（両細川の乱）。その後、細川晴元が享禄4年（1531年）に上洛すると元常は和泉守護に返り咲いたが、実際には将軍足利義晴の近臣となっており、守護は天文年間の早い段階で元常の子・晴貞が継いだ。天文18年（1549年）、細川晴元の重臣三好長慶が晴元の政権を倒した（江口の戦い）時、守護代の和泉松浦氏も長慶に味方したために晴貞は和泉を追われた。
晴貞の没後は元常の養嗣子・細川藤孝（元常の弟三淵晴員の次男という）が家督を継いだとされていたが、近年の研究により、藤孝の養家は和泉上守護家ではなく将軍近臣の細川氏（奉公衆の近江源氏佐々木大原氏出身で8代将軍義政期に入名字で細川を称する）であったという見方が有力となっている（後述）。藤孝の後、和泉上守護家の流れは藤孝三男の幸隆を経て長岡興孝（藤孝嫡男・忠興の五男）が継いだとされ、肥後細川藩の重臣として続く（後述の長岡（細川）刑部家を参照のこと）。
和泉上守護家歴代当主
1. 細川頼有（細川頼春の子）
2. 細川頼長
3. 細川持有
4. 細川教春
5. 細川常有
6. 細川政有
7. 細川元有
8. 細川元常
9. 細川晴貞

##### 細川六位蔵人家
細川元常の長男・細川元春が分家して地下家（朝廷の下級廷臣家）となり、幕末まで子孫が続いた（→六位蔵人家へ）。

#### 和泉下守護家
頼之の猶子・基之のあと、細川頼久、細川持久、細川基経（養子か）、政久が守護職を継承した。明応4年（1495年）、政久は和泉上守護家と同盟し、その上で畠山尚順と結び細川政元に対抗したがその後は恭順した。しかし畠山尚順に攻め込まれ戦死した。その後、細川政元は畠山尚順を河内で破り、和泉に攻め入って支配を回復したが、そののち和泉下守護家がその地位を保つことはできなかった。

### 備中守護家
細川頼之の末弟・細川満之を祖とし、頼重、氏久、勝久と代々備中国の守護職を継承した。他に伊予国新居郡などの領有の記録もある。
備中国はもともと京兆家や阿波守護家など、他の有力守護家の影響が強く及んでおり、庄氏を初めとする国人統制も困難を極め、頼重などは永享3年（1431年）に謎の狂死を遂げている。勝久の代に、庄元資（伊豆守）との争乱が勃発し（備中大合戦）、これは備中守護家が勝利したが、国内の混乱はますます加速する一方で、以後次第に勢力を弱めていく。阿波守護家から迎えた勝久の養子である之勝（細川義春）は、実兄・政之の死に伴い後に阿波守護家に戻ったため、勝久の系統がその後守護に就任することはなく、事実上守護家は断絶した。
以降は阿波守護家の細川之持（義春の子）が一時的に備中守護を継いだ後、永正の錯乱の際に実の弟である細川澄元を支持した之持に対抗するために細川高国が細川国豊（細川春倶の子）を新しい守護として派遣した。その後は高国の実父である野州家の細川政春が備中守護となるが、永正15年（1518年）に政春が死去すると、細川国豊が再び備中守護となったとされる。

### 淡路守護家
細川和氏・頼春の弟師氏を祖とする。その子氏春は、従兄の清氏（和氏の子）が南朝に降伏すると、それに従って幕府方と戦った。子孫は代々淡路守護である一方、奉公衆の一番番頭も務めて将軍の近くに仕えた。戦国時代初期に細川尚春が三好之長に滅ぼされて断絶した。
淡路守護家歴代当主
1. 細川師氏（細川公頼の子）
2. 細川氏春
3. 細川満春
4. 細川満師
5. 細川持親
6. 細川成春
7. 細川尚春

### 奥州家
細川氏の庶流の一つ。和氏・頼春の従兄弟の細川顕氏が陸奥守に就任したことが由来とされ、大外様ともいわれた家系のこと。顕氏の兄弟はそれぞれが武勇に優れ活躍したが、彼らは顕氏に先立ちこの世を去る。残った顕氏は讃岐、土佐などの領国化に励み実力をつけ、嫡流の和氏の死後、その弟の頼春と並んで細川氏の実力者となる。顕氏は観応の擾乱で活躍するも、やがて頼春と前後して死去する。顕氏の実子の繁氏は顕氏の領国を受け継ぎ、有力者として武功を積むも急死する。その後は、和氏の子・業氏が後を継いで存続したが、讃岐など領国は頼春の子・頼之に押さえられたため、以後の代々の当主は京兆家に協力的な立場をとった。
細川満経は、京兆家の細川満元の片腕として政界で活躍した。また、業氏は3代将軍足利義満、業氏の子孫の晴経は13代将軍・足利義輝の加冠の際の理髪役を務めるなど、有力な幕臣であった。
細川藤孝の子・忠興は戦国時代末期の当主輝経の養子となって奥州細川家を継承したといい、近世大名の肥後熊本藩細川家は奥州家の末裔とされることもある。また、近年になって藤孝が和泉上守護家とは関係ないとする説も出されているが（「和泉上守護家」「宇多源氏佐々木大原氏系」参照）、奥州家の養子である忠興の子孫は細川氏の系譜と確実につながっていると言える。
もっとも、藤孝が室町幕府滅亡後に織田信長に属して名字を長岡に改めてからは、忠興もまた「長岡与一郎」と称し、本能寺の変の後に藤孝が隠居するとその所領である丹後12万石を相続しているので、実際には藤孝の継承者である。
細川輝経は後に妻の弟である松井康之（忠興重臣）のもとに招かれたが、丹後田辺城の戦い（関ヶ原の戦いの一環）の際に康之が九州に派遣されていたため居城の久美浜城に不在の間に西軍の誘いに乗って城を乗っ取り、西軍敗北後に罪を問われて自害したという（『松井家記』）。
細川奥州家歴代当主
1. 細川頼貞（細川俊氏の子）
2. 細川顕氏
3. 細川繁氏
4. 細川業氏（細川和氏の子）
5. 細川満経
6. 細川持経
7. 細川成経
8. 細川尚経
9. 細川尹経
10. 細川晴経
11. 細川輝経
12. 細川忠興（細川藤孝の子。初代小倉藩主）？

### 遠州家
代々の当主が遠江守を称したことから、この名が定着した。また、遠州家とその分家は上野氏とも称しており、「細川」と「上野」の名乗りが併用されていた。土佐守護代家ともいう。土佐守護は細川家の嫡流である京兆家が代々つとめたが、管領でもあり京都住が常であったことから、庶流であるこの細川家が実際に土佐に在国し守護代を代々つとめた。細川頼益（よります）以降の通字は「益」（ます）、満益（みつます）以降は足利将軍家の偏諱を受けている（系図中の太字部分、細川国益（くにます）は細川高国の1字を受けている）。頼益は細川成之の母の兄でもあり、香美郡田村（現・南国市田村）に守護代館（＝田村城）をおいた。
その曾孫、勝益は応仁の乱に際して東軍大将を務める細川勝元の支援のために上京、その跡を継いでいた政益（まさます）・国益も永正4年（1507年）に細川政元（勝元の子）が暗殺される（永正の錯乱）と上京し、やがて土佐は守護代不在の地となった。また、勝益の弟である細川元治は「上野玄蕃頭」と称したために、元治の子孫は玄蕃頭家と称されたが、永正の錯乱の際に元治が高国の擁立を最初に主張したことから実際に高国が京兆家を継ぐとその功労者としてその地位を高めた。その孫である細川国慶は高国の没後はその後継者である細川晴国・細川氏綱陣営の重鎮として細川晴元と戦い、一時京都を占領・支配している。
●土佐守護代家歴代当主
細川宗義 - 頼種 - 頼元 - 頼益 - 満益（弟に氏有） - 持益 - 勝益 - 政益 - 国益（＊一説に国益は政益の弟で子は益氏とも）
●遠州家分家（義幸流）・上野氏
細川宗義 - 頼種 - 義幸（頼元の兄） - 氏世 - 氏益 - 元興（弟に賢氏） - 氏盛
（＊系図は こちら を参照に作成。）
●遠州家分家（玄蕃頭家）・上野氏
細川宗義 - 頼種 - （中略） - 持益 - 元治（勝益の弟） - 元全（政益の弟・元治の養子） - 国慶

### 天竺氏
三河国幡豆郡天竺（現在の愛知県西尾市天竹町周辺）を本領としてこれを名字としたとされる。細川義俊の子・細川義有の子孫が「細川」と「天竺」を併用した。
建武3年/延元元年（1336年）土佐国の北朝方勢力として、細川定禅の弟（細川三位律師皇海）のもと、天竺左衛門（孫太郎氏有？）と細川兵部大夫氏勝（天竺孫二郎）がいた。
細川頼之の伊予国侵攻後、正平20年/貞治4年（1365年）正月頃まで伊予国湯築城主だった細川天竺禅門が、系図中の誰に相当するかは不明。
嘉吉2年（1442年）細川持賢の家臣天竺孫次郎賢秀？、大覚寺門跡領の讃岐国香西郡坂田荘を請け負う。
文明元年（1469年）細川政国は丹後国与謝郡の分郡守護に任じられたため、家臣の天竺孫四郎賢実を丹後に出兵させた。
（年月日不明）天竺右近花氏（天竺孫十郎二位少将花氏）が京より下向し、土佐国大津城主となる。
文明10年（1478年）天竺孫十郎二位少将花氏の子・天竺孫八郎肥前守花房（または父と同名の花氏）が、土佐国姫野々城主津野之高に攻められ、このときに土佐国大津城主・天竺氏が滅亡したという説がある。
明応2年（1493年）閏4月、明応の政変で実権を握った細川政元はかねてから数年来放置されていた亀泉集証から出された蔭涼職の辞表を受理し、自分の側近であった禅僧葦州等縁をその後任とした。葦州は天竺中務少輔国範の子と伝えられている。
明応4年（1495年）天竺中務少輔国範は、和泉下守護家出身とされる典厩家当主細川政賢の勘気を受けて逐電した。その後、細川宗家家臣・天竺氏（典厩家家臣天竺氏）は、分裂した典厩家のうち、野州家出身の典厩家当主細川尹賢・細川藤賢親子の家臣として活動した。
天文16年（1547年）天竺孫八郎肥前守花房（または父と同名の花氏）の子・天竺孫十郎左衛門花氏（祖父と同通称・同名）が、土佐国岡豊城主長宗我部国親に攻められ、土佐国大津城主・天竺氏は滅亡した（子の天竺兵部少輔は京に逃れた）。
天正元年（1573年）に備中国軽尾城主から伯耆国美女石城主へと転移となった、毛利氏の家臣・天竺元氏（細川天竺三郎二郎）は細川氏綱の子と伝わる。
●奉公衆・天竺氏
細川 (天竺) 義有(三郎) - 義秋(九郎二郎) - 元義(弥三郎) - 頼顕(三郎？) - 満秋(三郎)（弟に之顕(弥三郎)） - □□(三郎) - □□(三郎) - 源命丸
●外様衆・天竺氏
細川 (天竺) 義有(三郎) - 義秋(九郎二郎) - 元義(弥三郎) - 義俊(四郎)（頼顕(三郎？)の弟） - 元俊(弥六)（兄に頼俊(弥三郎)）･･･□□(□□) - □□(□□) - 氏俊(□□)（元俊(弥六)の親族？）･･･元定(□□)（氏俊(□□)の子？、兄に□□(弥六)？）
●細川宗家家臣・天竺氏
細川 (天竺) 義有(三郎) - 義円(弥七)（義秋(九郎二郎)の弟） - 氏之(弥三郎) - 氏勝(孫二郎)（兄に氏有(孫太郎)）･･･□□(□□) - 賢秀(孫次郎)（氏勝(孫二郎)の親族？） - 賢実(孫四郎)孫次郎？ - 国範(中務少輔)（兄に□□(孫四郎)孫次郎？？）･･･国勝(越後守)（国範(中務少輔)の子？、従兄弟に□□(孫三郎)？）･･･国家(兵部少輔)（国勝(越後守)の子？）
●土佐国大津城主・天竺氏
天竺花氏(孫十郎二位少将)（細川天竺賢秀(孫次郎)の親族？） - 花房(孫八郎肥前守)（または父と同名の花氏、弟に中村花清(三郎左衛門)） - 花氏(孫十郎左衛門)（祖父と同名(同通称)、弟に小神花吉(次郎兵衛)） - □□(兵部少輔)
●京兆家庶子？・天竺氏
細川氏綱 - 天竺元氏(三郎二郎)（土佐国大津城主・天竺氏の名跡を継いだ？、弟に住田久次(甚兵衛尉)）
大津城主天竺氏家臣：石谷氏・井上氏・公文氏・坂本氏・澤本氏・曾我氏・長崎氏・宮地氏・横山氏・依光氏

### 駿河守家
細川俊氏の兄・義久を祖とする。駿州家とも。
駿河守家歴代当主
1. 細川義久
2. 細川義胤
3. 細川義門
4. 細川氏清
5. 細川氏久
6. 細川氏家
7. 細川元家
8. 細川政清
9. 細川成清
10. 細川昌勝（細川澄元の弟・氏久の子）
11. 細川尹賢（細川春倶の子、駿河守家当時は澄重）
12. 細川左衛門佐（細川春倶の子）
13. 細川勝国
14. 細川駿河入道

### 宇多源氏佐々木大原氏系
8代将軍足利義政が瑞渓周鳳に仕える喝食 の寿文房を寵愛し、淡路守護細川家の養子という形で細川政誠と名乗らせ御部屋衆に取り立てた。これは入名字といって将軍が側近などに足利一門の苗字を与えて序列を引き上げるもので、寿文房は六角氏や京極氏と同族の宇多源氏佐々木大原氏の子だった。入名字は将軍との個人的な関係に基づくもので一代で終わる場合もあったが、細川一族からの異論がありながらも、名字は子孫に受け継がれた。政誠は大内義興が上洛して足利義稙が将軍に復帰した時に出家して霊芳と名乗り、子とみられる細川高久が後を継いで足利義晴の時代に将軍の諮問に与る内談衆に任じられた。その後は高久の子の細川晴広が継いだことが知られている。この晴広が細川藤孝（幽斎）の養父であったとする見解が近年出され、研究者の間では有力になっている。
淡路守護家(佐々木大原氏流)歴代
1. 細川政誠（佐々木大原氏・大原持綱の子）
2. 細川高久
3. 細川晴広
4. 細川藤孝（三淵晴員の子）

## 近世
近世には4家の大名家が出、細川幽斎の嫡流は熊本藩主家、分家からは宇土藩主家、谷田部藩主家、高瀬藩（熊本新田藩）主家が出た。4家とも廃藩置県まで存続し、維新後は華族に列する。

### 肥後細川家（豊前小倉藩、肥後熊本藩主家）

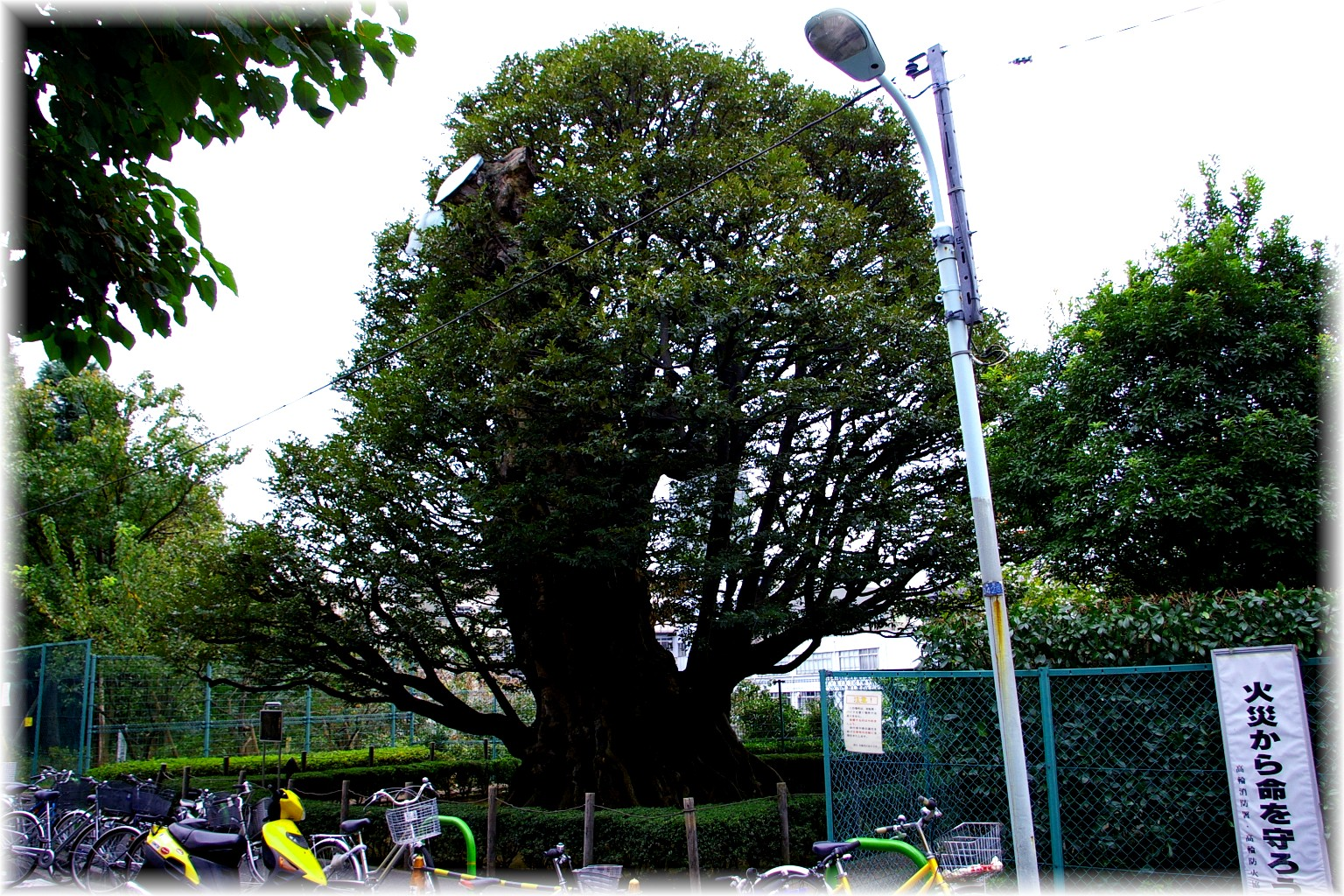
旧細川邸のシイ

宇多源氏佐々木大原氏系の細川晴広の養子となった細川藤孝は、はじめ室町幕府第15代将軍足利義昭を支えたが、後に離反して織田信長に属したことから、幕臣の姓である細川を所領・山城国西岡の旧称にちなんで長岡に改めた。天正8年（1580年）、信長の命で明智光秀とともに丹後国に進攻、南部の加佐郡・与謝郡を領して宮津城を居城とした。
藤孝の長男・忠興（三斎）は、細川奥州家（輝経）の養子となり、雑賀攻めで初陣し、信長の武将として実父とともに活躍。本能寺の変では妻・ガラシャの父である明智光秀に与しなかった。その後丹後北部の一色満信を滅ぼし、羽柴秀吉から丹後一国12万石の領有を認められ、羽柴姓を与えられた。藤孝は歌道の古今伝授の継承者、忠興は茶道の千利休の高弟として、文化面でも重きをなした。
慶長5年（1600年）、忠興は徳川家康の会津征伐に従軍、その間に大坂で石田三成が家康打倒の兵を挙げるとガラシャは人質になることを拒んで自害した。幽斎と三男の幸隆は丹後田辺城で西軍15,000の軍勢を相手に2か月に及ぶ籠城戦を戦い、忠興は関ヶ原の戦いにおいて東軍の部将として活躍した。戦後、忠興は功により豊前小倉藩39万9千石（豊後杵築6万石を含む）を得るとともに、姓を羽柴から細川に戻した。
寛永9年（1632年）、忠興の子・忠利の時代に肥後熊本藩54万石に加増・移封され、以降廃藩置県まで熊本藩主・藩知事家として続いた。藩主一門家として長岡内膳家と長岡刑部家があり、支藩としては新田（高瀬）支藩と宇土支藩があった。大身国持のため熊本藩表高に含む。なお常陸谷田部藩は幽斎次男の興元を祖とするが、肥後支藩ではなく独立藩である。
江戸時代を通じて大きな一揆が多発し、手永仏原村一揆では手永制（細川氏独自の地方行政制度）への不満から、53人捕縛（うち13人死罪）。広瀬古閑一揆では、細川家の厳しい年貢取り立てに疲弊した農民が治世の廃止と天領編入を要求して、28人捕縛（うち1人牢死）。細川綱利は、貞享2年（1685年）の五家荘一揆により、五家荘を召し上げられ天領とされた（林業が主なため無高。朱印高54万石には変化なし）。農民の生活は厳しく、走り百姓（農民が他領に逃亡すること）が頻繁に起きている。
そのため、藩財政は厳しく、江戸・大坂の大商人からの借金を何度も踏み倒して貧乏細川と言われたり、「鍋釜の金気を落とすに水はいらぬ。細川と書いた紙を貼ればよい」と揶揄されたりした。
歴代藩主の中で改革に乗り出したことで注目されるのが、8代重賢で、藩校時習館の創設や殖産興業など宝暦の改革と呼ばれる藩政改革を行い「肥後の鳳凰」と称され、出羽米沢藩の上杉鷹山や紀伊紀州藩の徳川治貞（紀州の麒麟）とともに江戸時代中期の三名君とされる。
歴代藩主の諱に特に通字はなく、原則的に父から1字を受けて初名を名乗り、藩主就任の折などに徳川将軍家から偏諱を受ける慣例であった（詳しくは歴代藩主の各項を参照）。12代斉護の子らは初めは父の「護」字を受けた（護前・護順・護久）が、後には将軍の偏諱を受けて慶前・慶順・喜延と改めた。しかし幕府瓦解後に喜延が護久に復して以降の細川家は「護」を通字とするようになる。細川家紋は、細川九曜、細川桜、二引両、五七桐、松笠菱のほかに桔梗紋もあり、計六つを定紋としていた（高瀬支藩文書）。
幕末維新期の当主は斉護の跡を継いだ13代韶邦（初名：護順）だった。幕末期の熊本藩は実学党・学校党・勤皇党の三者の対立が激化したが、他藩のような下級藩士の進出が起きず、藩校時習館派の学校党による執政が続いたため、藩としては尊皇攘夷運動に積極的な姿勢がみせられないまま、封建体制の護持に終始して明治維新を迎えた。
維新後、熊本細川家は華族の侯爵家に列する（→細川侯爵家へ）。
肥後細川家（豊前小倉藩、肥後熊本藩主家）歴代当主
1. 細川藤孝（近世細川氏初代、丹後宮津城主）
2. 細川忠興（初代小倉藩主）
3. 細川忠利（2代小倉藩主、初代熊本藩主）
4. 細川光尚（2代熊本藩主）
5. 細川綱利（3代熊本藩主）
6. 細川宣紀（熊本藩新田初代細川利重の子。4代熊本藩主）
7. 細川宗孝（5代熊本藩主）
8. 細川重賢（宣紀の子。6代熊本藩主）
9. 細川治年（7代熊本藩主）
10. 細川斉茲（宇土藩5代細川興文の子。8代熊本藩主）
11. 細川斉樹（9代熊本藩主）
12. 細川斉護（宇土藩7代細川立之の子。10代熊本藩主）
13. 細川慶順（11代熊本藩主）

### 長岡内膳家
当家は熊本藩主細川忠利の兄忠隆を祖とし、長岡姓を名乗って熊本藩一門家臣として6000石を領した家で、内膳を世襲の通称としたので「長岡内膳家」と呼ばれた。
維新後は細川に復姓し、士族を経て、華族の男爵家に列する（→細川男爵家（内膳）へ）。

### 長岡刑部家
当家は熊本藩主細川忠興の五男細川興孝を祖とし、長岡姓を名乗って旧熊本藩で1万石を知行した家で、刑部を世襲の通称としたので「長岡刑部家」と呼ばれた。
維新後は細川に復姓し、士族を経て、華族の男爵家に列する（→細川男爵家（刑部）へ）。

### 高瀬細川家（肥後熊本新田藩主家）
肥後熊本藩の支藩・肥後新田藩のち高瀬藩、3万5千石の藩主。熊本藩主細川光尚の子・細川利重を祖とする。本家6代の細川宣紀は利重の子。
江戸鉄砲洲に住んだが、最後の藩主細川利永は鳥羽・伏見の戦い後に本藩の熊本藩の勧めで江戸を引き払い、藩地を高瀬岩崎原に定めたことで高瀬藩と改名した。
維新後、華族の子爵家の列する（→細川子爵家（高瀬）へ）。

### 宇土細川家
肥後熊本藩の支藩・宇土藩（熊本県宇土市）3万石の藩主。細川忠興の四男・立孝の子の行孝を祖とする。5代細川興文は本藩の細川重賢と協力して藩校温知館の創設や水道による農地灌漑・殖産興業に努めるなど藩政改革を行い、外様支藩主ながら幕府老中任用も議せられた。本家10代の細川斉茲および12代の細川斉護は宇土細川家の出身である。
維新後、華族の子爵家の列する（→細川子爵家（宇土）へ）。

### 谷田部（茂木）細川家
常陸国谷田部藩（茨城県つくば市）1万6200石の藩主。細川藤孝の次子・興元を祖とする。藩祖の興元は細川忠興の弟にあたり、はじめ兄・忠興の領国である豊前国で小倉城を任されていたが家を出、徳川家に直仕した。谷田部藩は、熊本藩の支藩ではなく独立した藩である。明治4年に下野国茂木に藩庁を移したため、茂木藩ともいう。
維新後、華族の子爵家の列する（→細川子爵家（茂木）へ）。

### 竜王細川家
かつて竜王城主としてあった細川家。細川藤孝の三子・幸隆が、長兄で豊前国主（小倉藩主）の忠興より豊前竜王城を任され、竜王1万石の領主となった。しかし嗣子なく一代にて断絶。幸隆は、関ヶ原の戦い時において領国を離れていた長兄の留守を善く守った猛将で、戦功により要衝である竜王城を賜った。

### 六位蔵人家
和泉国上守護・細川元常の子の細川元春が始祖。地下官人の家で藤森・小森両家と共に六位蔵人となる家柄。維新後士族（→旧六位蔵人家の細川家へ）。
- 本家
  - 細川元春
  - 細川常元
  - 細川政勝
  - 細川政朝
  - 細川常勝
  - 細川常誠
  - 細川貴常
  - 細川常芳
  - 細川常顕
  - 細川常保
  - 細川常徳
  - 細川常典

- 庶家
  - 細川忠朝（細川政勝子）
  - 細川堯朝（細川政朝子）
  - 細川元儀（堯朝の次男）

### 有栖川宮諸大夫家
六位蔵人家の分流とされるが詳細な系譜は不明。
- 細川長益
- 細川常成
- 細川兼充（『地下家伝』によれば有栖川宮（個人名不明）の命で常成の名跡を継承）

### 大覚寺宮侍家
細川堯朝と大覚寺門跡（性真法親王か）の乳母との間に生まれた細川堯有・細川元教兄弟が坊官として大覚寺に仕えており、「大覚寺文書」などでは「嵯峨細川氏」と呼ばれる。江戸時代末期から明治初期にかけて、末裔と見られる細川元雄の名前が確認できる。
- 細川堯有
- 細川元教
- 細川元雄（従六位下・右馬大允）

## 近代以降
維新後、細川氏からは侯爵家が1家、子爵家が3家、男爵家が4家の合計8家の華族家が出た。

### 細川侯爵家

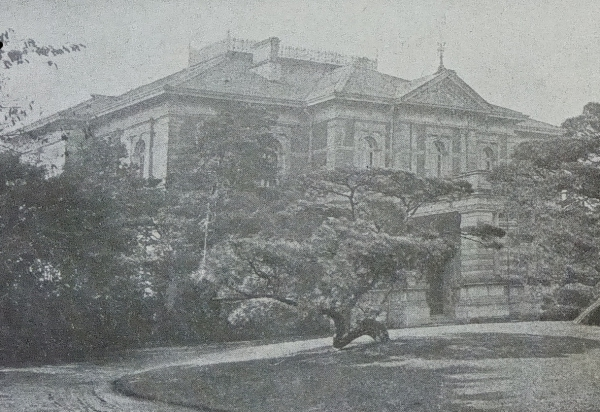
片山東熊と木下清敬の設計で、明治26年に竣工した、東京市小石川区高田老松町の細川侯爵家本邸。

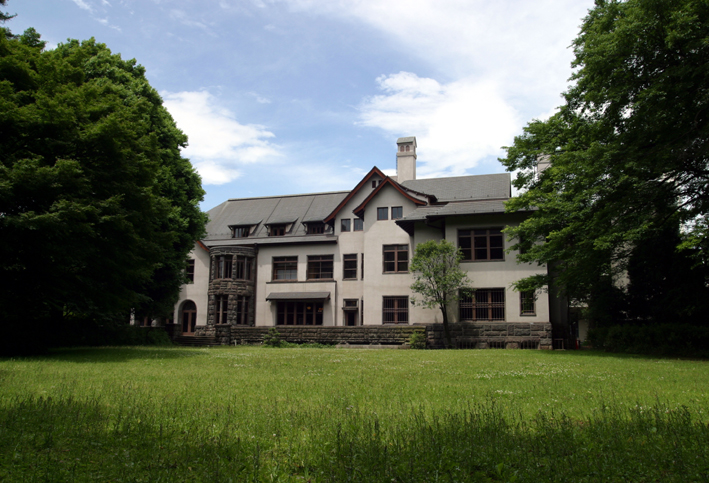
昭和7年に新たに竣工した細川侯爵邸。イギリス・チューダー様式を基調として卍崩しやサラセン風のデザインも取り入れた昭和初期の代表的な華族邸宅である。現在は和敬塾本館となっている（東京都文京区目白台）

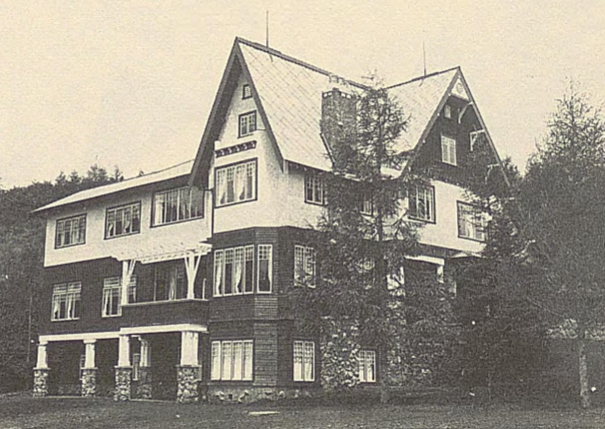
大正5年の細川侯爵家の軽井沢別荘。

幕末維新期の熊本藩主細川韶邦は、明治2年（1869年）に版籍奉還で熊本藩知事に転じるとともに華族に列する。同年戊辰戦争における戦功で賞典金2000両を下賜され、函館の役における戦功でも1000両を下賜された。翌明治3年には韶邦の弟で新政府の議定職、刑法事務総督、参与、麝香間祗候などを歴任していた細川護久が最後の熊本藩知事に就任し、明治4年の廃藩置県まで務めている。藩知事在任中に護久は、藩大参事に就任した弟護美、藩会計権判事山田武甫、地方官嘉悦氏房、豪農竹崎律次郎・徳富一敬らとともに、雑税約9万石の廃止、熊本城破毀、藩議院設置、古城医学校・熊本洋学校開設など当時としては極めて進歩的な政策を推進した。熊本県に現在10基確認されている知事塔は、領民が護久の改革に感謝して建立したものといわれる。
版籍奉還の際に定められた家禄は、現米で3万2968石。
明治9年（1876年）の金禄公債証書発行条例に基づき、家禄と引き換えに支給された金禄公債の額は、78万280円3銭の巨額に及び、華族受給者中4位の受領額である。
明治前期の頃の護久の住居は東京市日本橋区浜町にあった。この土地は、江戸時代には熊本藩細川家の下屋敷の一つ「浜町御屋敷」があった場所で、維新後に上地されていたが、その後政府から払い下げを受けて、維新後の細川家の最初の本邸となっていた。当時の家令は鬼塚通理、家扶は清田正。明治10年には江戸時代に細川家の下屋敷の一つ「目白台御屋敷」があった場所小石川区高田老松町の土地と邸宅を竹内節から購入し、明治15年に浜町からここに引っ越して本邸とするようになった。
明治17年（1884年）7月7日の華族令施行によって華族が五爵制になると護久は旧大藩知事として侯爵に叙された。侯爵となった護久は無選挙・終身で貴族院議員に就任して務めた。護久夫人の宏子は、鍋島直正五女。
明治26年には明治天皇の行幸をお迎えするため、高田老松町に建築家片山東熊や木子清敬等の設計によりエリザベス様式の洋館を建設。隣接して日常生活用の和館も建設された。この邸宅は関東大震災の時に打撃を受けたため、一度取り壊され、新たな邸宅の建設計画が立ち上がったが、すぐには実現せず、昭和7年に新たな洋館が建設された。それが現在和敬塾本館となっている旧細川侯爵邸である。
その他にも細川侯爵家は赤坂区青山高樹町、麹町区麹町、麹町区富士見町、赤坂区新坂町、日本橋区浜町、荏原郡品川、大森区田園調布、小石川区茗荷谷、神奈川県葉山、長野県軽井沢、新潟県赤倉、京都府南禅定寺、熊本県に別邸を所有していた。また、旧領である熊本県および日本の領土となった朝鮮半島の全羅北道と全羅南道に広大な農地を所有し、莫大な農業収入をあげた。
明治26年に死去した細川護久侯爵の後を付いだ15代細川護成侯爵は東亜同文書院院長や東亜同文会副会長として中国人留学生のために同院の充実に努め、日華親善に貢献があった。護成夫人の孝子は、戸田氏共伯爵の長女。
大正3年の護成の死後に侯爵位を継いだ弟の16代護立（護久の四男、宗家家督前は後述する分家の細川男爵家の当主だった）は、古美術品のコレクター・研究者として知られ、東京地学協会会長、国宝保存会会長、戦後は正倉院評議員、文化財保護委員、ヌビア遺跡保護協力委員長、東洋文庫理事長などを歴任。そのコレクションは財団法人永青文庫に収蔵されている。護立夫人の博子は、池田詮政侯爵の長女。
内閣総理大臣近衛文麿公爵の秘書官を務めた17代護貞は、戦時中にも政治的活動を行い『細川日記』を残し、昭和史の重要な記録となっている。護貞は美術、華道、茶道、ゴルフの愛好家としても知られ、日本ゴルフ協会会長を務めた。護貞の先妻温子は、近衛文麿公爵の次女であり、後妻の薫子は松井明之男爵の長女である。
護貞の長男である18代護熙は、朝日新聞の記者を経て1971年（昭和46年）に参議院議員に当選、1983年（昭和58年）から熊本県知事を2期務めた後、1992年（平成4年）に日本新党を結成して参議院議員に復帰すると、翌1993年（平成5年）には衆議院議員初当選ながら非自民党連立政権（細川内閣）の内閣総理大臣となった。政界引退後は、息子の護光とともに陶芸家として活動するなどしている。2014年（平成26年）には「脱原発」のスローガンを掲げ東京都知事選挙に出馬するも、元厚生大臣の舛添要一に大差で敗れた。
また、護煕の実弟近衛忠煇（初名・護煇）は、近衛正子（近衛文隆夫人）の養子に入ることで母方の実家の近衛家を継ぎ、日本赤十字社社長を務めている。
明治以降の歴代当主
- 熊本細川家（熊本藩知事→侯爵）

1. 細川護久（斉護の子。初代熊本藩知事、初代侯爵）
2. 細川護成（2代侯爵）
3. 細川護立（護久の子、3代侯爵）
4. 細川護貞
5. 細川護熙（熊本県知事、第79代内閣総理大臣）
6. 細川護光

### 細川子爵家（高瀬）
最後の熊本新田藩主細川利永は、明治元年に高瀬へ陣屋を移した。版籍奉還の際、藩として認められたが、知藩事の任命はなく、本藩に合併された。
版籍奉還の際に定められた家禄は、現米で1350石。
明治9年（1876年）の金禄公債証書発行条例に基づき、家禄と引き換えに支給された金禄公債の額は、4万4964円8銭7厘（華族受給者中134位）。
明治前期の頃の利永の住居は東京市深川区深川常磐城町にあった。
明治17年（1884年）7月7日の華族令施行によって華族が五爵制になると翌8日に旧小藩知事として利永は子爵に叙された。
明治34年に利永が死去すると、長女同子の夫である利文（園基祥伯爵の次男）が婿養子として爵位と家督を相続。利文は宮内省に勤仕し、常宮・周宮の御用掛を務めた後、御歌所参候を務めた。利文の代の昭和前期に子爵家の邸宅は東京市中野区文園町にあった。
利文が昭和19年に死去すると利寿が爵位と家督を相続。利寿夫人の艶は、毛利元功子爵の四女。

### 細川子爵家（宇土）
最後の宇土藩主細川行真は、明治2年6月18日に版籍奉還により宇土藩知事に転じるとともに華族に叙せられたが版籍奉還後に藩領を本藩の熊本藩に吸収された。
版籍奉還の際に定められた家禄は、現米で1299石。
明治9年（1876年）の金禄公債証書発行条例に基づき、家禄と引き換えに支給された金禄公債の額は、4万1975円47銭2厘（華族受給者中139位）。
明治前期の頃の行真の住居は東京市麹町区下二番町にあった。家扶は井上懿、伊藤直剛
明治17年（1884年）7月7日の華族令施行によって華族が五爵制になると翌8日に旧小藩知事として行真は子爵に叙された。
行真の前妻の栄子は中川久昭次女（明治14年に離婚）。後妻の里子は松平斉韶六女。
明治35年に行真が死去した後、甥（系譜上は義弟）の立興が爵位と家督を相続。立興は貴族院の子爵議員に当選して務めた。立興夫人千鶴子は、上杉斉憲七女。
立興の子立暢の夫人敬子は水野忠亮子爵の長女。

### 細川子爵家（茂木）
最後の常陸国谷田部藩主細川興貫は、明治2年6月18日に版籍奉還により谷田部藩知事に転じるとともに華族に叙せられ、明治4年に藩庁を下野国茂木に移して2月8日に茂木藩と改名して茂木藩知事となり、同年7月14日の廃藩置県まで藩知事を務めた。
版籍奉還の際に定められた家禄は、現米で385石。
明治9年（1876年）の金禄公債証書発行条例に基づき、家禄と引き換えに支給された金禄公債の額は、1万4203円67銭3厘（華族受給者中289位）。
明治前期の頃の興貫の住居は東京市本郷区駒込千駄木林町にあった。家扶は中村貞郷。
明治17年（1884年）7月7日の華族令施行によって華族が五爵制になると翌8日に旧小藩知事として興貫が子爵に叙された。
興貫が明治40年に死去した後、興嗣が爵位と家督を相続。興嗣が昭和2年に死去した後には興治が爵位と家督を相続。興治は貴族院の子爵議員に当選して務めた。

### 細川男爵家（護晃）
当家は細川侯爵家の分家にあたる。細川護久侯爵の三男護晃が明治29年12月に細川侯爵家から分家し、特旨をもって男爵位を与えられたのに始まる。
明治31年に護晃が死去すると、弟（護久の四男）の護立が養子として爵位と家督を相続したが、護立は大正3年10月7日に宗家の細川侯爵家を相続することになったため、その際に当家は廃家となった。

### 細川男爵家（内膳）
旧熊本藩で旧熊本藩で6000石を知行していた一門家臣の内膳家は、明治前期の当主忠顕の代の明治4年に長岡から細川に復姓した。当初は士族に列していたが、忠顕の子忠穀が、明治33年（1900年）に父忠顕の西南戦争の功により華族の男爵に叙された。
内膳細川男爵家の細川忠穀男爵の三男隆春（たかはる）は細川氏を祭る出水神社 (熊本市)（水前寺成趣園内）の第5代社司を務めた。大阪大学医学部名誉教授細川亙（こう）は隆春の孫である。また、政治家・政治評論家・細川隆元とその甥・細川隆一郎は明治に内膳家から分家した牧崎細川家の出である。隆元の甥の細川隆英は九州大学理学部名誉教授、隆英の甥の町並陸生（まちなみりくお）は東京大学医学部名誉教授であるなど、内膳家は近現代において著名な学者や政治家を多数輩出している。

### 細川男爵家（刑部）
旧熊本藩で1万石を知行していた一門家臣の刑部家は、明治前期の当主興昌の代の明治3年に長岡から細川に復姓した。当初は士族に列していたが、興昌の子興増の代の明治30年（1897年）に旧万石以上陪臣として華族の男爵に叙された。

### 細川男爵家（潤次郎）
当家は細川潤次郎の勲功により華族の男爵家に列せられた家である。潤次郎は細川頼之の末裔と称し、頼之の伝記を執筆している。
潤次郎は、幕末には高知藩士で学問に精進し、維新後に開成学校を経て、民部省に出仕し、米国に差遣されたのを経て、帰国後に元老院議官に就任して諸法の制定に参画、司法大輔、元老院幹事、貴族院議員、女子高等師範学校長、文事秘書官長、枢密顧問官、華族女学校校長、東宮大夫などを歴任した。また文学博士号を取得して。明治33年5月に勲功により華族の男爵に列せられた。
大正12年に潤次郎が死去した後、長男の一之助が爵位と家督を継承した。一之助は宮内省内蔵寮に勤務し、東京府多額納税者であった。彼の代の昭和前期に男爵家の邸宅は東京市小石川区戸崎町にあった。
昭和20年に一之介が死去した後、一之助の長女豊子の夫である直知（奥田直恭子爵の次男）が爵位と家督を相続。

### 旧六位蔵人家の細川家
旧六位蔵人家の細川家は、明治以降は京都府貫属士族に列した。華族令施行の際に定められた『叙爵内規』の前の案である『華族令』案（『爵位発行順序』所収）では「世襲男爵位を授くべき者」として「元宮殿上人（元伏見宮殿上人の若江家のこと）・小森・細川・藤島」といった地下家が挙げられている。これが作られたのは明治11年か明治12年頃と思われ、この時点では六位蔵人家の細川家も男爵位の対象として含まれていたことがわかるが、最終的な『叙爵内規』では対象外となった。その後も同細川家の当主細川常典は藤島家とともに華族編列請願を数度にわたって行っているのが確認できる。

## その他の支流・庶家
- 天竺氏
- 小神氏
- 綾氏
- 上野氏
- 上地氏
- 長岡氏
- 十市氏
- 西内氏
- 野﨑氏

細川氏

## 系図
凡例：太線は実子、破線は養子

## 縁故社寺・菩提寺
- 龍安寺 - 臨済宗妙心寺塔頭